# Stanleyjev kup
Stanleyjev kup (engleski: The Stanley Cup; francuski: La Coupe Stanley) krunski je trofej NHL-a namijenjen pobjedničkoj momčadi doigravanja. Lord Stanley od Prestona, britanski guverner Kanade u razdoblju 1888. – 1893. darovao je trofej na privremeno čuvanje najboljoj momčadi hokeja na ledu unutar granica Dominiona – Kanade pod britanskom upravom. Prva momčad kojoj je Kup uručen bijaše 1893. godine Montréal HC, po završetku sedme sezone Lige AHAC. Godine 1915. NHA (izravni ligaški „predak” NHL-a) i PCHA (liga zapadne sjevernoameričke obale) dogovaraju međusobni ogled dvaju pobjednika prvenstava za Stanleyjev kup. Tim dvjema ligama pridružila se u nadmetanju WCHL (zapadna kanadska liga) između 1922. i 1925. godine, da bi od 1926. do danas, gašenjem tada već ujedinjenog konkurentskog prvenstva, NHL jedini ostao u borbi za Kup lorda Stanleyja. Sam trofej zapravo je viktorijanska vaza za cvijeće izrađena u srebru tijekom 19. stoljeća u Sheffieldu.